# Waszkiwci
Waszkiwci (ukr. Вашківці) – wieś na Ukrainie, w obwodzie czerniowieckim, w rejonie dniestrzańskim, siedziba hromady. W 2001 liczyła 3587 mieszkańców, wśród których 3486 wskazało jako ojczysty język ukraiński, 40 rosyjski, 58 mołdawski, 1 rumuński, a 2 białoruski.